# Kevin Downes
Kevin Downes (Visalia, 21 settembre 1972) è un attore, sceneggiatore e produttore cinematografico statunitense.

## Filmografia

### Attore
- The Crossing, regia di John Schmidt (1994) - cortometraggio
- Effetti collaterali (Senseless), regia di Penelope Spheeris (1998)
- End of the Harvest, regia di Rich Christiano (1998)
- The Moment After - Sparizioni misteriose (The Moment After), regia di Wes Llewellyn (1999)
- Mercy Streets, regia di Jon Gunn (2000)
- Time Changer, regia di Rich Christiano (2002)
- Bobby Jones - Genio del golf (Bobby Jones: Stroke of Genius), regia di Rowdy Herrington (2004)
- Birdie & Bogey, regia di Mike Norris (2004)
- The Moment After 2 - Ritorno alla vita (The Moment After II: The Awakening), regia di Wes Llewellyn (2006)
- Thr3e, regia di Robby Henson (2006)
- Midnight Clear, regia di Dallas Jenkins (2006)
- Courageous , regia di Alex Kendrick (2011)
- Mamma che notte! (Moms' Night Out), regia di Andrew Erwin e Jon Erwin (2014)
- Redeemed, regia di David A.R. White (2014)
- Faith of Our Fathers, regia di Carey Scott (2015)
- Woodlawn, regia di Andrew Erwin e Jon Erwin (2015)
- Una canzone per mio padre (I Can Only Imagine), regia di Andrew Erwin e Jon Erwin (2018)
- Beckman, regia di Gabriel Sabloff (2020)
- Courting Mom and Dad, regia di Anna Zielinski (2021)
- American Underdog, regia di Andrew Erwin e Jon Erwin (2021)
- God's Not Dead: We the People, regia di Vance Null (2021)

### Attore e regista
- Six - La corporazione (Six: The Mark Unleashed) (2004)

### Produttore
- Una canzone per mio padre (I Can Only Imagine), regia di Andrew e Jon Erwin (2018)
- Cosa mi lasci di te (I Still Believe), regia di Andrew e Jon Erwin (2020)
- Non mollare mai (American Underdog), regia di Andrew e Jon Erwin (2021)
- Jesus Revolution, regia di Jon Erwin (2023)

## Doppiatori italiani
- Marco Vivio in: The Moment After, The Moment After 2-Ritorno alla vita e Six-la corporazione
- Francesco Pezzulli in: Corageous